# REFA
Der REFA – Verband für Arbeitsgestaltung, Betriebsorganisation und Unternehmensentwicklung e. V. ist Deutschlands älteste Organisation für Arbeitsgestaltung, Betriebsorganisation und Unternehmensentwicklung. Die Abkürzung REFA geht auf den ursprünglichen Namen im Jahr 1924 zurück: Reichsausschuß für Arbeitszeitermittlung. REFA entwickelt Methoden zur betrieblichen Datenermittlung und zum Management, stimmt diese mit den Tarifparteien ab und überführt sie in eine verbandseigene Lehre. Der Fachverband ist internationaler Anbieter für betriebliche Weiterbildung. In der Tradition des Scientific Management vertritt er das Industrial Engineering im deutschen Sprachraum.
Zweck des REFA Fachverbandes e. V. ist gemäß Satzung vom 29. Juni 2023 (§ 2 (2)) „die Förderung von Bildung und Wissenschaft, auf den Gebieten der Arbeitsgestaltung, der Betriebsorganisation und der Unternehmensentwicklung und angrenzender Gebiete. Die Verbandsarbeit dient der Förderung, dem Aufbau und der Erhaltung einer wettbewerbsfähigen Wirtschaft, Verwaltung und Dienstleistung. Gleichrangig und gleichgewichtig sind die Förderung und Weiterentwicklung der menschengerechten Arbeit für die in diesen Bereichen Beschäftigten“.
Der REFA Fachverband will zum Aufbau und zur Erhaltung einer wettbewerbsfähigen Wirtschaft beitragen. Instrument ist die REFA-Methodenlehre, die Methoden und Instrumente zur Verfügung stellt, mit der sich Abläufe (Prozesse) branchenunabhängig gestalten, messen, kontrollieren und bewerten lassen. Die Methodenlehre findet sowohl im industriellen Bereich als auch im Dienstleistungssektor sowie in der Verwaltung Anwendung. Das Einsatzspektrum erstreckt sich von kleinen und mittleren Unternehmen (KMU) bis hin zu Großbetrieben und Konzernen. Als Besonderheit der REFA-Methodenlehre gilt ihre tarifpolitische Neutralität. Vor Veröffentlichung werden die Inhalte von der BDA und dem DGB geprüft.

## Geschichtliche Entwicklung

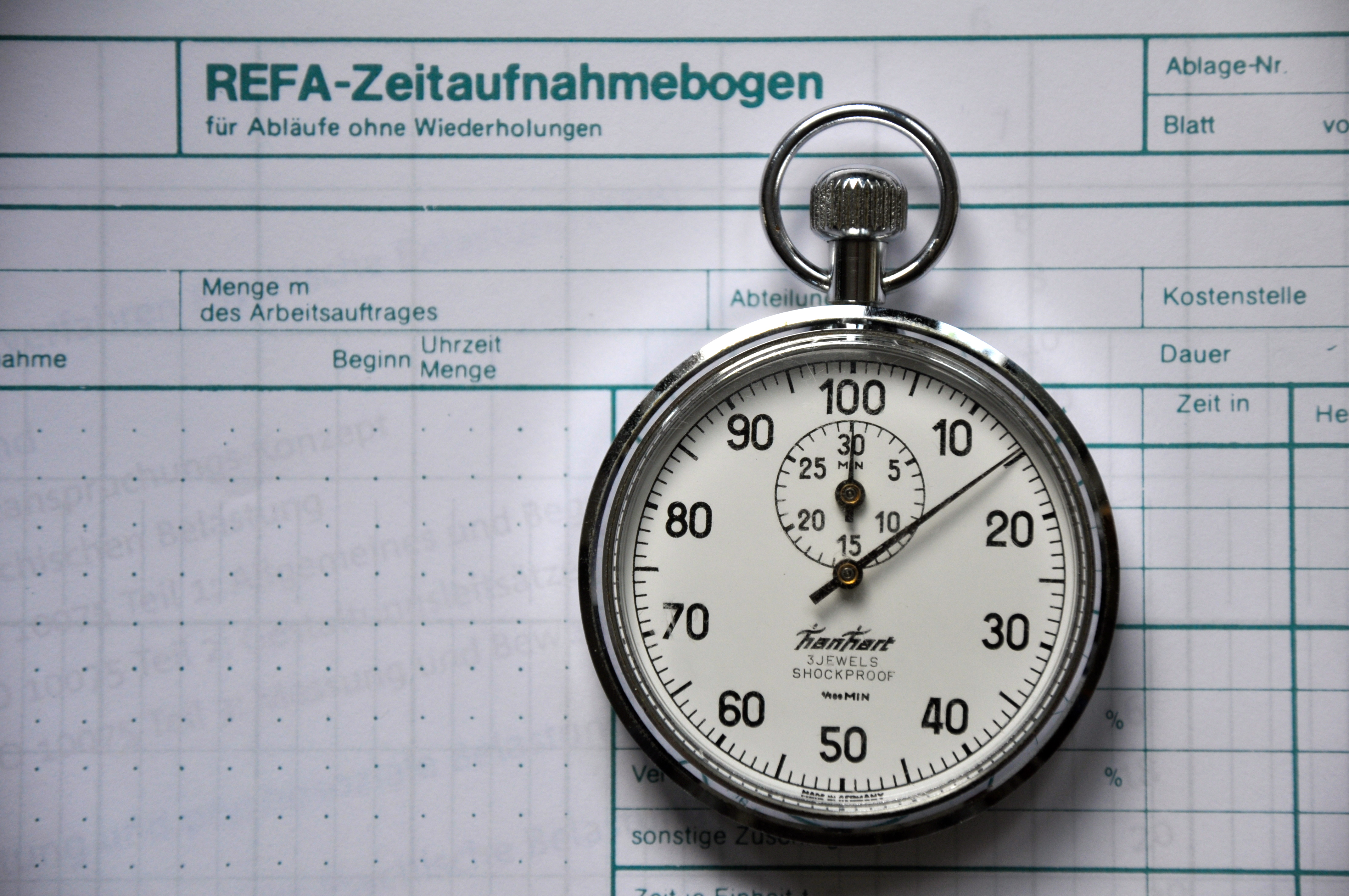
Traditionelle, mechanische „REFA-Stoppuhr“ in HM-Teilung vor Zeitaufnahmebogen

Mit den ersten Erfolgen des Scientific Management bedienten sich auch unseriöse Unternehmensberater dieser Konzepte. Mängel in der Anwendung konnten jedoch zu schwerwiegenden sozialen Konflikten führen. Dem versuchte man in Deutschland durch überbetriebliche Systematisierung und Ausbildung vorzubeugen.
Zuerst setzte der Verein Deutscher Ingenieure (VDI) 1921 zur Untersuchung technisch-wirtschaftlicher Probleme einen Ausschuß für wirtschaftliche Fertigung (AWF, heute: Arbeitsgemeinschaften für Vitale Unternehmensentwicklung e. V.) ein, der wiederum einen Unterausschuss bildete mit der Zielsetzung, Arbeitszeit zu sparen, die Ermüdung der Arbeiter zu verringern, Konstruktionsfehler festzustellen und Kalkulationselemente zu finden.
1923 verließ der AWF den VDI und schloss sich dem ebenfalls 1921 gegründeten Reichskuratorium für Wirtschaftlichkeit (heute: RKW Rationalisierungs- und Innovationszentrum der Deutschen Wirtschaft e. V.) an. Der Unterausschuss folgte dem Wechsel nicht, sondern gründete sich selber als Reichsausschuß für Arbeitszeitermittlung (REFA) aus. Damit ergibt sich folgende Geschichte in Stichpunkten:
- 1924: Gründung als Reichsausschuß für Arbeitszeitermittlung am 30. September
- 1936: Reichsausschuß für Arbeitsstudien
- 1946: Nachkriegsbedingte Neugründung als Verband für Arbeitsstudien – REFA e. V. unter Beteiligung der Gewerkschaften und Arbeitgeberverbände
- 1951: Gründung des Verbands für Arbeitsstudien – REFA e. V. auf Bundesebene am 23. September
- 1977: REFA – Verband für Arbeitsstudien und Betriebsorganisation e. V.
- 1995: REFA – Verband für Arbeitsgestaltung, Betriebsorganisation und Unternehmensentwicklung e. V.
- 2000: REFA Bundesverband e. V.[5]
- 2021: REFA Fachverband e. V.

Unter der nationalsozialistischen Herrschaft wurde der REFA-Verband der Deutschen Arbeitsfront eingegliedert. Im Zuge der Einschränkung der Freizügigkeit der Arbeitskräfte kam es danach in den ersten Jahren verstärkt zu Protesten gegen die REFA-Methoden, da diese mit einer Verschärfung der Arbeitsbedingungen verbunden waren, bis das Risiko solcher Proteste als zu groß erachtet wurde, da sogenannte „Bummelanten“ in Konzentrationslager verbracht wurden. Im Jahr 1929 hatte der REFA 1.650 Zeitnehmer ausgebildet. 1943 waren es rund 12.000. Dieser Bedarf entstand vor allem im Zusammenhang mit der umfangreichen Einarbeitung von Zwangsarbeitern und der Einführung vereinfachter und standardisierter Fertigungsverfahren und Bauteile unter den Rüstungsministern Fritz Todt und Albert Speer. Der nationale Verband wurde deshalb nach Ende des Krieges aufgelöst und formierte sich um Regionalverbände neu.
Der REFA-Verband konzentrierte sich anfänglich unter dem Einfluss des Scientific Management auf die Etablierung und Verbreitung der Zeitermittlung für Kalkulationen und Akkordarbeit. Dabei beschränkte er sich zunächst auf das wirtschaftlich orientierte Arbeitsstudium in Arbeitssystemen. Der Entwicklung des Industrial Engineering in den USA folgend öffnete der REFA in den 1960er Jahren seine Methodenlehre und sein Betätigungsfeld entsprechend und ergänzte sie durch moderne Planungsverfahren. Außerdem nahm man wesentliche arbeitswissenschaftliche Elemente auf und stellte in den 1970er Jahren die menschengerechte Arbeitsgestaltung als gleichrangiges Ziel neben die Wirtschaftlichkeit. Dies schlug sich in einer Namensänderung 1977 nieder.

## REFA, Entgelt-Rahmentarifvertrag und Betriebsverfassungsgesetz
Die Anwendung der verschiedenen REFA-Methoden im Betrieb tangiert in mehrfacherweise Tatbestände, die der Mitbestimmung des Betriebsrates unterliegen – sowohl auf der Grundlage des jeweiligen Entgelt-Rahmentarifvertrages als auch des Betriebsverfassungsgesetzes. Dies gilt für die Arbeitsgestaltung und insbesondere für die Datenermittlung von Zeitdaten (Zeitstudie). Im jeweiligen regionalen Entgelt-Rahmentarifvertrag der Metall- und Elektroindustrieindustrie ist geregelt, dass im Zeitentgelt keine Leistungsdaten (z. B. Vorgabezeiten) vorgegeben werden dürfen – mit Ausnahme allgemeiner Arbeitsvorschriften. Dagegen ist es im Rahmen der tariflichen Regelungen im Leistungsentgelt zulässig, Leistungsdaten (z. B. Vorgabezeiten) vorzugeben. Hierbei besteht ein Mitbestimmungsrecht des Betriebsrates nach § 87 Abs. 1 Ziff. 11 des Betriebsverfassungsgesetzes. Die detaillierten Regelungen in den Entgelt-Rahmentarifverträgen sind zu beachten.

## Mitgliedschaften und Kooperationen
Der REFA-Verband steht mit anderen Organisationen in Kontakt. So kooperiert REFA mit dem Rationalisierungs- und Innovationszentrum der Deutschen Wirtschaft (RKW), dem Verein Deutscher Ingenieure (VDI), der Deutschen MTM-Vereinigung (DMTMV) sowie mit der WORK-FACTOR-Gemeinschaft für Deutschland (WFGD) und ist Mitglied im Deutschen Verband technisch wissenschaftlicher Vereine (DVT, 2005 beendet) und dem Europäischen Verband für Produktivitätsförderung (EFPS). In den 1980er Jahren hatte Karl-Wilhelm Heimann den Vorsitz des Verbandes für Arbeitsstudien und war zeitweise auch Präsident des Europäischern Verbands für Arbeitsstudien.